# BLDGBLOG
BLDGBLOG는 건축, 도시, 공간 및 기술에 대한 블로그다. 미래학자 제프 마노(Geoff Manaugh)가 만든 블로그이다. 2004년에 시작되었으며, 건축, 예술, 기술, 인간학, 지리학 등 다양한 분야에 걸쳐 다양한 글을 제공한다.
주로 기술적, 역사적, 공상적인 건축 및 도시 공간을 다루며, 독특한 시선으로 세상을 바라보는 작가들과 건축가들과의 인터뷰, 첨단 기술 및 현대 건축에 대한 다양한 관점 등 넓은 주제를 다루고 있다.